# Джайм Ланистър
Джайм Ланистър е измислен герой от поредицата „Песен за огън и лед“ от фантастичните романи на американския писател Джордж Р. Р. Мартин и неговата телевизионна адаптация Игра на тронове.
Джайм се споменава за първи път в „Игра на тронове“ (1996). Той е рицар, част от Кралската стража и е член на най-богатия и могъщ от домовете на Вестерос – дом Ланистър. Той е най-големият син на Тивин Ланистър. Въпреки че първоначално Джайм изглежда безскрупулен, по-късно се разбира, че той всъщност се оказва по-добър. Продължителното и сложно развитие на героя се харесва както на феновете, така и на критиците, и в романите, и в сериала.
Джайм е изигран от датския актьор Николай Костер-Валдау.

## Сюжетни линии

### Игра на тронове
Джайм Ланистър придружава кралското семейство до Зимен хребет, където крал Робърт Баратеон се надява да убеди своя стар приятел Нед Старк да му служи като ръка на краля. По време на посещението малкият син на Нед Бран по невнимание вижда Церсей и Джайм да правят секс в една от кулите на Зимен хребет. Тогава Джайм бута момчето от прозореца на кулата, възнамерявайки да убие Бран, за да запази връзката им в тайна. Бран оцелява, макар и осакатен и без спомен за инцидента. Когато по-късно убиец се опитва да убие Бран, майка му Кейтлин Старк обвинява и арестува Тирион. По-късно Нед открива, че трите деца на Робърт всъщност са плод от аферата на Джайм и Церсей, но е екзекутиран от най-голямото им дете Джофри Баратеон при сядането му на трона. След това Джайм отива в Речните земи, за да помогне на Тивин, поемайки командването на половината армия на Ланистър. Той обсажда столицата на Речните земи, Речен пад, но армията му е победена от тази на Роб Старк. Джайм е пленен. Междувременно Джофри е посочил Джайм за командир на Кралската стража.

### Сблъсък на крале
Тирион прави няколко опита да освободи Джайм и успява, като предлага да замени Ария и Санса Старк срещу Джайм. След като чува за предполагаемата смърт на Бран и Рикон Старк, Кейтлин разпитва Джайм и той признава, че е бутнал Бран от кулата.

### Вихър от мечове
Джайм е освободен от Кейтлин и е изпратен в Кралски чертог, за да го размени за Ария и Санса Старк. По пътя към столицата е придружаван от Бриен от Тарт. По-пътя са нападнати от Смелите спътници, които преди са служели на Тивин Ланистър. Техният лидер Варго Хоут отрязва ръката на Джайм. Докато са в плен, Джайм разказва на Бриен за това как е убил крал Ерис. Руз Болтън освобождава Джайм, но задържа в плен Бриен. По пътя за Кралски чертог Джайм решава да се върне, за да освободи Бриен.
След като освобождава Бриен и отново тръгват за Кралски чертог, двамата научават за Червената сватба и за смъртта на Роб и Кейтлин Старк. Научават и че Джофри е бил отровен, а Тирион е обвинен и съден за убийството му. Джайм отказва да повярва, че Тирион е виновен. Тивин подарява на Джайм меч от валерианска стомана и разкрива, че е решил да го освободи от обета му към Кралската гвардия, но Джайм отказва. Джайм подарява меча на Бриен и ѝ поставя задача да намери и защити избягалата Санса Старк. След това той принуждава Варис да помогне на Тирион да избяга. През времето, когато е затворен, Тирион разкрива за кръвосмешението на Джайм и Церсей и се заклева, че ще отмъсти на дом Ланистър.

### Пир за врани
Връзката на Джайм и Церсей прекъсва, след като той многократно отхвърля молбите ѝ да стане новата Ръка на краля. Той става все по-обезпокоен от арогантното и импулсивно управление на Церсей. Джайм се опитва да помори Кеван и Церсей. Кеван отхвърля предложението и не иска да се помири с Церсей, като намеква, че знае за кръвосмесителните отношения с брат ѝ Джайм. Церсей праща Джайм в Речен пад и да заеме мястото на Черната риба. Джайм принуждава Едмур Тъли да принуди Черната риба да капитулира, като заплашва Едмур, че ще убие детето му, въпреки това Едмур помага на Черната риба да избяга. По-късно Джайм получава писмо от Церсей, която е затворена от Върховния врабец и чака процес. В писмото пише, че процесът ѝ ще се проведе чрез двубой и тя моли Джайм да се бие на нейна страна, но Джайм изгаря писмото без да отговори.

### Танц с дракони
Джайм заминава, за да обсъди капитулацията на Черната риба, с което официално прекратява бунта на Старките. Впоследствие той се обръща към Бриен, която твърди, че Санса е в опасност от Хрътката.

## Тв адаптация

### Сюжетни линии

#### Сезон 1
Историята на Джайм в сериала е почти единтична с тази в книгите, като са променени само незначителни подробности. Представен в пилотния епизод „Зимата идва“, Джайм е изобразен като брат на кралица Церсей Ланистър и рицар от Кралската стража на крал Робърт Баратеон. След като Бран Старк вижда, че Джайм и Церсей имат интимна връзка, Джайм бута Бран от прозореца на една от кулите на Зимен хребет. Тивин Ланистър се изправя срещу армията на Роб Старк след затварянето на Нед Старк в Кралски чертог. В една от битките Роб пленява Джайм и го използва като заложник. След залавянето на Джайм той признава на Кейтлин, че той е бутнал Бран от кулата, но не казва защо.

#### Сезон 2
Роб води пленения Джайм в лагера си, докато минават през Западните земи, тъй като Роб се страхува, че Тивин може да принуди някой от знаменосците му да освободи Джайм. Джайм се опитва да избяга, като пребива браточвед си Алтън Ланистър до смърт и удушава охраната си Торен Карстарк. По-късно Кейтлин Старк го освобождава и кара Бриен да го заведе в Кралски чертог и да го размени за дъщерите ѝ Санса и Ария.

#### Сезон 3
След като прекарва няколко седмици на път, Джайм се опитва да избяга от Бриен и сам да се върне в Кралски чертог. По време на опитите му да избяга те са заловени от отряд войници на дом Болтън, тогава един от тях отсича ръката на Джайм. Двамата са отведени в Харенал, където бившият майстор Кибърн лекува раната на Джайм. Той разкрива на Бриен истината за това защо е убил Лудия крал Ерис по време на бунта на Робърт. Руз Болтън позволява на Джайм да се върне в Кралски чертог, но иска да задържи Бриен. В крайна сметка Джайм се връща, за да спаси Бриен, и двамата тръгват за Кралски чертог.

#### Сезон 4
Тивин подарява на Джайм меч от валерианска стомана и го моли да се откаже от клетвата си на рицар от Кралската гвардия и да управлява Скалата на Кастърли но Джайм отказва, заради това Тивин се отказва от сина си. След като синът им Джофри е отровен на собствената си сватба, Церсей първоначално отказва да възобнови връзката им, но по-късно я възстановяват. Джайм подарява меча от баща си на Бриен и ѝ дава задачата да намери и защити Санса Старк. Тирион е обвинен в убийството на Джофри, но Джайм отказва да повярва, че брат му е виновен. Джайм успява да убеди баща си Тивин да освободи и пощади Тирион в замяна на това той да напусне Кралската гвардия, въпреки че по-късно Тирион избира съд чрез дуел. Тирион губи процеса и е осъден на смърт, но Джайм го освобождава от килията и му помага да избяга в Есос.

#### Сезон 5
Церсей обвинява Джайм за освобождаването на Тирион, а по-късно Джайм споделя на Брон, че възнамерява на убие Тирион при следващата им среща. Пристига писмо от дом Мартел, намекващо заплаха за живота на принцеса Мирцела като отмъщение за принц Оберин Мартел, който е убит в процеса на Тирион в дуел срещу Скалата. Джайм и Брон пътуват тайно до Дорн, за да отведат Мирцела. Докато я измъкват, се срещат с Пясъчните змии и започва битка между тях, преди и петимата да бъдат арестувани от дворцовата охрана. Доран Мартел осъзнава, че съобщението е изпратено от любимимата на Оберин, Елария Пясък и решава да изпрати Мирцела и собствения му син Тристан в Кралски чертог заедно с Джайм като мирно споразумение между домовете Мартел и Ланистър. Когато корабът отплава Мирцела признава на Джайм, че винаги е знаела че той е нейният баща и че се чувства щастлива заради този факт. Двамата споделят кратка прегръдка, преди Мирцела да умре в прегръдките на баща си Джайм, след като е била отровена от Елария.

#### Сезон 6
Джайм се завръща в Кралски чертог с трупа на Мирцела. Той заповядва на Тристан да остане на лодката извън града, за да го предпази от гнева на Церсей, и изпраща съобщение до Доран, в което назовава Елария като убиец на Мирцела. След като Доран получава тази новина е убит от Елария, която изпраща Обара и Нимерия в Кралски чертог, за да убият Тристан, а тя да поеме управлението в Дорн. На погребението на Мирцела, Джайм се изправя срещу религиозния водач Върховния врабец, за това че е принудил Церсей да ходи гола по улиците на Кралски чертог като наказание за прелюбодейство. Джайм призовава армията на дом Тирел да освободят Марджъри и Лорас Тирел. Армията на дом Тирел пристига и заедно с Джайм маршируват до Септата на Бейлор, където откриват че Марджъри е станала последовател на Вярата и че Томен е сключил съюз между властта и Вярата. Като наказание за вдигане на оръжие срещу Вярата, Джайм е отстранен от Кралската гвардия. Той е изпратен в Речен пад заедно с Брон, за да помогнат на дом Фрей при връщането на замъка от Черната риба и окупационните сили на дом Тъли. След неуспешен разговор, Бриен пристига и моли Джайм и Черната риба да прекратят обсадата без кръвопролитие, така че бунтовниците от дом Тъли да могат да помогнат на Санса Старк да превземе Зимен хребет. Бриен се проваля в тази задача, поради което Джайм се опитва мирно да убеди Едмут Тъли да предаде замъка. След като Едмур отказва Джайм го заплашва, че синът му ще бъде изпратен при него чрез катапулт, което накрая го кара да се съгласи с условията му за предаване. След което Едмур се предава. Джайм вижда Бриен и Подрик да бягат с лодка, но само маха дискретно за сбогом и не предупреждава хората си.
След като пътува до крепостта на дом Фрей, Кулите близнаци, за да отпразнува победата си в Речен пад, Джайм се връща в Кралски чертог. След пристигането си той с ужас разбира, че Великата септа на Бейлор е унищожена чрез взрив като по-голямата част от дом Тирел и всички от Вярата на седемте са убити при експлозията. Той се връща навреме в Червената цитадела, за да стане свидетел на коронясването на Церсей, тогава разбира че Церсей е унищожила септата.

#### Сезон 7
Въпреки събитията, довели до сядането на Церсей на трона, Джайм остава верен на сестра си, въпреки че Денерис пътува с армията си към Вестерос. Джайм преговаря с Рандил Тарли и се закълне във вярност на Ланистърите, за да победят армията на дом Тирел, като нападнат Планински рай. Матриархът на семейство Тирел, лейди Олена, преминава на страната на Денерис след ролята на Церсей в убийството на близките ѝ. След битката Джайм предлага на Олена безболезнено самоубийство чрез отрова, вместо мъчителната смърт, която Церсей е поръчала. Преди да умре Олена разкрива, че тя е виновна за смъртта на Джофри.
След победата армията на Ланистър се връща в Кралски чертог, по пътя за столицата попадат в засада от Денерис и армията ѝ от дотраки. Армията на Ланистър е почти напълно унищожена, докато Брон ранява Дрогон със оръжието. Джайм прави отчаян опит да убие Денерис, която е слязла от дракона, след което успява да се измъкне на косъм, когато Брон се намесва. Двамата мъже се гмурват в Черната вода и са отнесени надолу по течението, далеч от касапницата и победата на Денерис. Джайм се връща в Кралкси чертог, където предупреждава Церсей за сигурното поражение, ако конфликта с Денерис ескалира, но Церсей отвръща, че това не е напълно сигурно.
Брон води Джайм в подземията на Червената цитадела под претекст, че ще имат тренировки. Тирион ги чака долу и предлага примирие между Церсей и Денерис, за да се обединят срещу белите бродници, както и за да се осъществи среща между двете. Джайм е убеден от Тирион и споделя предложението с Церсей, която остава категорична, че Ланистър ще надделеят над всеки враг. Освен това тя разкрива, че е бременна от него.
По време на срещата между Денерис и Церсей, която се състой в Кралски чертог, Джон Сняг и Хрътката показват на Церсей и останалите заловен бял бродник. Джайм осъзнава предстоящата опасност. След известно убеждение от Тирион, Церсей се съгласява да изпрати армията на Ланистър на север, за да помогне в битката срещу мъртвите. Вместо това фалшиво съгласие истинският план на Церсей е да изпрати Еурон Грейджой в Есос, за да наеме армия, и да изчака армията на Денерис да намалее или да бъде елиминирана в битката с мъртвите. Джайм решава сам да отиде на север и да помогне в битката.

#### Сезон 8
Джайм пристига в Зимен хребет и се среща с Бран, който го чака в двора. Той е видимо шокиран, когато отново вижда момчето Старк. Изпраен пред Денерис и лордовете от Севера, Джайм оправдава действията си срещу Старките и Таргерианите като задължение към дом Ланистър. Бриен гарантира за Джайм и разказва, че я е спасил от войниците на Руз Болтън, а Санса и Джон Сняг го оставят жив. След това Джайм говори с Бран и се извинява, че се е опитал да го убие; Бран обаче не изпитва гняв към Джайм. Джайм също така говори и с Бриен и заявява, че иска да се бие под нейно командване в предстоящата битка срещу Белите бродници. Джайм се бие срещу армията на мъртвите в битката при Зимен хребет заедно с Бриен и останалите; и двамата оцеляват, а живите печелят войната. След битката Бриен и Джайм имат интимен момент.
След като научава, че армията на Денерис планира да превземе Кралски чертог и да екзекутира Церсей, Джайм игнорира молбите на Бриен и заминава, за да помогне на сестра си. По пътя за Кралски чертог е заловен от войниците на Денерис, но е освободен от брат му Тирион, който го освобождава, за да може да се предаде от името на Церсей и да я изведе от Кралски чертог и от Вестерос. Джайм прониква в Кралски чертог по време на битката между силите на Денерис и Церсей. Докато градът пада, Еврон се бие с Джайм и го ранява тежко, но Джайм успява да го убие. Джайм среща Церсей в Червената цитадела, но и двамата са убити след като цитаделата се срутва върху тях. Тирион открива телата им погребани под останките от цитаделата и в своята скръб се отказва от лоялността си към Денерис и убеждава Джон Сняг да я убие. По-късно Бриен записва постиженията на Джайм и пише, че той е загинал „защитавайки своята кралица“.
|  | Тази страница частично или изцяло представлява превод на страницата Jaime Lannister в Уикипедия на английски. Оригиналният текст, както и този превод, са защитени от Лиценза „Криейтив Комънс – Признание – Споделяне на споделеното“, а за съдържание, създадено преди юни 2009 година – от Лиценза за свободна документация на ГНУ. Прегледайте историята на редакциите на оригиналната страница, както и на преводната страница, за да видите списъка на съавторите. ВАЖНО: Този шаблон се отнася единствено до авторските права върху съдържанието на статията. Добавянето му не отменя изискването да се посочват конкретни източници на твърденията, които да бъдат благонадеждни. |